# 가이스미요시역
가이스미요시역(일본어: 甲斐住吉駅)은 일본 야마나시현 고후시에 위치한 도카이 여객철도 미노부 선의 철도역이다. 단선 승강장 1면 1선의 구조를 갖춘 지상역이다.

## 이용 현황
| 연도     | 하루 평균 승차 인원 |
| 2005년도 | 410                 |
| 2006년도 | 399                 |
| 2007년도 | 442                 |
| 2008년도 | 470                 |
| 2009년도 | 454                 |
| 2010년도 | 447                 |
| -------- | ------------------- |

## 역 주변
- 국도 제20호선
- 국도 제358호선

## 역사
- 1931년 4월 1일 : 후지 미노부 철도의 고후스미요시 정류장으로서 개업.
- 1938년 10월 1일 : 국가가 차용. 역으로 승격과 동시에 가이스미요시역으로 개업.
- 1941년 5월 1일 : 국유화되어, 국철 미노부 선의 역이 된다.
- 1987년 4월 1일 : 일본국유철도 분할 민영화에 의해, 도카이 여객철도가 승계.

## 인접 역
| 도카이 여객철도 미노부 선 | 도카이 여객철도 미노부 선 | 도카이 여객철도 미노부 선 |
| ------------------------- | ------------------------- | ------------------------- |
| 고쿠보 후지 방면          | ■ 미노부 선               | 미나미코후 고후 방면      |